# Taiane Santi Martins
Taiane Santi Martins (Vacaria,1988) é uma escritora e pesquisadora que se dedica ao estudo das literaturas africanas desde 2010. 
Mikaia, seu primeiro livro, venceu o Prêmio Sesc de Literatura de 2022 na categoria Romance e foi publicado no mesmo ano pela Editora Record.

## Biografia
É doutora em Escrita Criativa pela Pontifícia Universidade Católica do Rio Grande do Sul (2020) e mestra em Literaturas Estrangeiras Modernas, com ênfase em Literaturas Francesa e Francófonas, pela  Universidade Federal do Rio Grande do Sul (2016). Tem graduações em História, pela Universidade do Estado de Santa Catarina (2013), e em Letras Língua e Literatura Francesa, pela Universidade Federal de Santa Catarina (2013). Idealizou e é editora da Travessa em Três Tempos.
Participou de antologias como Subsolo 2020 (Zouk, 2022), não escrevo porque (EdiPUCRS, 2021), tudo soma zero (Class, 2019), Não culpe o narrador (Class, 2018), Translações Singulares (Class, 2017) e Onisciente contemporâneo (Bestiário, 2016). Tem contos e poemas publicados em revistas brasileiras.

## Prêmios
- Prêmio SESC de Literatura 2022 na categoria Romance.[6][7]